# Давіт Осепашвілі
Давіт Осепашвілі (груз. დავით ოსეფაშვილი; нар. 3 грудня 1965) — грузинський політолог, політик, фахівець зі зв'язків з громадськістю та ЗМІ.
Закінчив політологію в Тбіліський державний університет імені Джавахішвілі. Після цього в різний час працював в урядових та державних установах. В обох секторах він працював над інформаційним моніторингом, зокрема дослідженням громадської думки та політики. Має відповідний організаційний досвід. Також читає лекції студентам. Крім того, він має тісні та тривалі стосунки з неурядовим сектором та державними організаціями.
Він багато років працював у різних державних установах на посадах головного радника зі зв’язків з громадськістю та комунікацій, політичного радника, провідного аналітика, головного спеціаліста, регіонального координатора, експерта-консультанта, головного редактора, викладача та на інших посадах.
Давид Осепашвілі працював у таких установах, як Адміністрація президента Грузії, Міністерство внутрішніх справ, Міністерство культури, Державна інформаційна служба, Офіс асамблеї Тбілісі, Адміністрація мерії Тбілісі, Державний департамент у справах молоді, Millennium Challenge Georgia (MCG-MCC), Імеді, Громадський мовник «Перший канал», Грузинське радіо та ін.
Він приєднався до проекту «Державний службовець проти корупції», який реалізується за підтримки Фонду «Відкрите суспільство Грузії». Він отримав освітній грант державних службовців місцевого самоврядування Тбілісі.
Він також приєднався до міжнародної програми в Тель-Авів, яка була організована Агентством міжнародного співробітництва з розвитку «MASHAV» Міністерства закордонних справ Ізраїлю для «Розвитку малого та середнього бізнесу». Він переважно політично активний і часто бере участь у політичних процесах,  він також активно спілкується з пресою та телебаченням. Є кілька його інтерв'ю, коментарів, публікацій у пресі та інтерв'ю в телепередачах. Він був кандидатом у мажоритарному окрузі на парламентських виборах у Грузії, які відбулися у 2020 році. 